# Wägewert
Der Wägewert (früher auch Gewicht in Luft oder Tauchgewicht) eines Körpers (Wägegutes) ist gleich der Masse der Gewichtstücke, die die Waage im Gleichgewicht halten oder die gleiche Anzeige an der Waage wie das Wägegut liefern. Der Wägewert wird in der Einheit der Masse, also in Kilogramm, angegeben. Bei einer Wägung in Luft (z. B. mit Hilfe einer Balkenwaage) weicht aufgrund des Auftriebs der Wägewert eines Körpers von seiner Masse ab, wenn er eine andere Dichte als das Gewichtstück hat. Der Wägewert wird im Alltag jedoch häufig schlicht als Gewicht bezeichnet.

## Herleitung
Auf einen zu wiegenden Körper wirken zwei Kräfte ein: die nach unten gerichtete Gewichtskraft {\displaystyle F_{\mathrm {G} }} und – bei Wägung in Luft – der nach oben gerichtete Auftrieb {\displaystyle F_{\mathrm {A} }}. Im Folgenden soll davon ausgegangen werden, dass ein Körper der unbekannten Masse {\displaystyle m} mit Hilfe einer Balkenwaage mit Gewichtstücken der bekannten Masse {\displaystyle m_{\mathrm {G} }} verglichen wird.
Die auf den Körper wirkende Gewichtskraft ist durch {\displaystyle F_{\mathrm {G} }=mg} gegeben, wobei {\displaystyle g} die Erdbeschleunigung bezeichnet. Wenn der Körper das Volumen {\displaystyle V} hat und er in Luft der Dichte {\displaystyle \rho _{\mathrm {L} }} gewogen wird, dann entspricht sein Auftrieb der Gewichtskraft der von ihm verdrängten Luft: {\displaystyle F_{\mathrm {A} }=\rho _{\mathrm {L} }Vg}. Das Volumen ergibt sich seinerseits, bei bekannter Dichte {\displaystyle \rho } des Körpers, als {\displaystyle V=m/\rho }. Folglich ist die an die Waage angreifende Kraft:
{\displaystyle F=F_{\mathrm {G} }-F_{\mathrm {A} }=mg-\rho _{\mathrm {L} }Vg=mg\left(1-{\frac {\rho _{\mathrm {L} }}{\rho }}\right)}
Eine entsprechende Überlegung gilt auch für die Gewichtstücke (Masse {\displaystyle m_{\mathrm {G} }}, Dichte {\displaystyle \rho _{\mathrm {G} }}). Die Waage ist im Gleichgewicht, wenn die Kraft auf beiden Seiten des Waagebalkens gleich ist:
{\displaystyle m\left(1-{\frac {\rho _{\mathrm {L} }}{\rho }}\right)=m_{\mathrm {G} }\left(1-{\frac {\rho _{\mathrm {L} }}{\rho _{\mathrm {G} }}}\right)}
Laut Definition ist der Wägewert {\displaystyle W} des Körpers aber gleich der Masse {\displaystyle m_{\mathrm {G} }} der Gewichtstücke, die ihm das Gleichgewicht halten. Durch die Wägung wird also ein von der tatsächlichen Masse {\displaystyle m} des Körpers abweichender Wert ermittelt, der mit dieser wie folgt zusammenhängt:
{\displaystyle W=m\cdot {\frac {1-{\frac {\rho _{\mathrm {L} }}{\rho }}}{1-{\frac {\rho _{\mathrm {L} }}{\rho _{\mathrm {G} }}}}}}
Masse {\displaystyle m} und Wägewert {\displaystyle W} eines Körpers unterscheiden sich also geringfügig. Für eine bessere sprachliche Unterscheidung wird deshalb manchmal der Ausdruck wahre Masse (en: true mass) für die Masse verwendet.
Wenn die beiden Dichten {\displaystyle \rho } und {\displaystyle \rho _{\mathrm {G} }} gleich sind, ist der Wägewert gleich der Masse des Körpers.
Umgekehrt kann bei genauen Messungen diese systematische Abweichung rechnerisch als Auftriebskorrektur berücksichtigt werden. Für einen gemessenen Wägewert {\displaystyle W} erhält man die Masse {\displaystyle m} aus der Gleichung:
{\displaystyle m=W\cdot {\frac {1-{\frac {\rho _{\mathrm {L} }}{\rho _{\mathrm {G} }}}}{1-{\frac {\rho _{\mathrm {L} }}{\rho }}}}}

## Konventioneller Wägewert
Der konventionelle Wägewert ist gemäß einer Empfehlung der Internationalen Organisation für das gesetzliche Messwesen eine Rechengröße, die einem Gewichtstück zugeordnet wird, wenn es bei einer Temperatur von 20 °C einem Bezugsgewichtstück der Dichte 8000 kg/m3 in Luft der Dichte 1,2 kg/m3 das Gleichgewicht hält.
Setzt man diese Bezugsdichten in die obige Gleichung ein, so erhält man für den konventionellen Wägewert {\displaystyle W_{\mathrm {k} }} eines Körpers:
{\displaystyle W_{\mathrm {k} }=m\cdot {\frac {1-{\frac {1,2\,\mathrm {kg\,m^{-3}} }{\rho }}}{1-{\frac {1,2\,\mathrm {kg\,m^{-3}} }{8000\,\mathrm {kg\,m^{-3}} }}}}=m\cdot {\frac {1-{\frac {1,2\,\mathrm {kg\,m^{-3}} }{\rho }}}{0{,}99985}}}
Beim Vergleich von Gewichtstücken, die aus Stahl bestehen und deren Dichte nur geringfügig von 8000 kg/m3 abweicht, hat der so definierte konventionelle Wägewert den Vorteil, dass die verbleibende Luftdichtekorrektur (d. h. der Unterschied zwischen Masse und konventionellem Wägewert) sehr klein wird und meistens vernachlässigt werden kann. Dies vereinfacht einerseits das Verfahren und andererseits werden dadurch kleine Kalibrierunsicherheiten realisierbar.

## Beispiele
Ein Stück Kork (Dichte 0,15 g/cm3) der Masse 1 kg hat bei Wägung mit Gewichtstücken aus Stahl (Dichte 8,0 g/cm3 = 8000 kg/m3) in Luft der Dichte 1,2 kg/m3 einen Wägewert von 0,99215 kg.